# Gerry Flynn
Gerry Flynn (* 21. Mai 1965 in Longford) ist ein irischer Springreiter, der im Sport für die Türkei startet. Bis Ende 2007 trat er als Commander der irischen Armee (in der Army Equitation School) auf Pferden des irischen Verteidigungsministeriums (Minister for Defence) an, insbesondere auf seinem Erfolgspferd Mo Chroi, einem Irischen Sportpferd. Mit diesem gewann er im Jahr 2007 die Großen Preise beim CSIO***** in Dublin, beim CSIO**** in Lissabon, beim CSIO**** in Drammen und beim CSI*** in Vimeiro. Daneben war er 31-mal Teil einer irischen Mannschaft in Nationenpreisen, davon endeten elf mit einem irischen Sieg.
Nach Beendigung seiner Militärlaufbahn ist er Cheftrainer beim S International Equestrian Center Team der türkischen Reitsport-Mäzenin Sevil Sabancı. Im Rahmen dieser Tätigkeit trainiert er eine Vielzahl von türkischen Springreitern, tritt aber auch selbst vereinzelt bei einigen internationalen Turnieren an. So wurde er mit S.I.E.C. Janico 2009 Vierter beim Großen Preis des bulgarischen Nationenpreisturnieres in Albena und Dritter beim Großen Preis des rumänischen Nationenpreisturnieres in Piatra Neamț.
Im Jahr 2010 wechselte er die Nationalität und startet nun für die Türkei. Im Juni desselben Jahres bestritt er in Ypäjä (Finnland) erstmals einen Nationenpreis für die Türkei.